# Kim Deal
Kim Deal, née Kimberly Ann Deal le 10 juin 1961 à Dayton (Ohio), est une musicienne américaine.

## Biographie
Deal devient bassiste et chanteuse du groupe de rock Pixies en 1986, après avoir répondu à une annonce demandant un bassiste influencé par Hüsker Dü et Peter, Paul and Mary. Elle débuta sous le nom de scène « Mrs John Murphy ». Au cours de la tournée promouvant leur troisième album (Doolittle), les tensions entre Black Francis et Kim Deal apparaissent. Le 15 juin 1989, sur scène à Stuttgart, Black Francis jette une guitare sur Kim Deal arrivée au concert avec une heure de retard. Santiago expliquera, des années plus tard, dans une interview à Mojo, que Black Francis avait même songé à renvoyer Kim Deal avant l’enregistrement de Bossanova. Seule la persuasion de l’avocat du groupe permet d’empêcher l’éviction de la bassiste. Elle s’en sort ainsi avec un simple avertissement. Exténué par deux années de concerts entre l’Europe et les États-Unis, le groupe finit son Fuck or Fight Tour sur les rotules. Lors de la dernière date américaine, Kim Deal, ivre, ne tient même plus debout, et Joey Santiago se casse la main en tentant de briser une guitare à la fin du concert. Le groupe décide alors d’annoncer une pause dans ses activités. Kim en profite donc pour rejoindre le groupe de sa jeunesse, The Breeders avec Tanya Donelly et Josephine Wiggs. Leur premier album, Pod, sort en 1990.
The Breeders atteignent le sommet de leur gloire au milieu des années 1990 en apparaissant plusieurs fois en tête des classements de MTV, notamment avec Cannonball et Divine Hammer. En 1994, Kelley Deal, la sœur jumelle de Kim, doit suivre une cure de désintoxication pour lutter contre sa dépendance à l'héroïne. L'activité du groupe décroit donc, mais le groupe ne se sépare jamais officiellement et sort un nouvel album, Title TK, en 2002. Durant cette période, Kim forme The Amps, enregistre, et se produit en concert. Elle réalise également des albums avec d'autres formations, par exemple avec le groupe de Dayton, Guided by Voices.
En 2004, Kim rejoint les Pixies qui viennent de se reformer et part avec eux en tournée dans tous les États-Unis entre avril et mai, puis en Europe, notamment au Festival les Eurockéennes de Belfort.
Avant la reformation, Deal n'a participé à l'écriture que de quelques chansons des Pixies dont Gigantic, l'unique single de leur premier album, Surfer Rosa. Elle a néanmoins écrit Bam Thwok, la première chanson sortie après la reformation.
Le 14 juin 2013, les Pixies annoncent que Kim Deal quitte le groupe.
Le groupe The Dandy Warhols lui dédicaça une chanson : Cool as Kim Deal.
En mai 2024, Kim Deal sort son premier album solo, Nobody Loves You More. Composé de morceaux enregistrés au cours des années précédentes, l’album adopte une approche minimaliste et a été partiellement produit par Steve Albini.

## Discographie

### Albums studio
- 2024 - Nobody Loves You More (4AD)